# آنا واسر
آنا واسر (به آلمانی: Anna Waser) (زاده ۱۶ اکتبر ۱۶۷۸ – درگذشته ۲۰ سپتامبر ۱۷۱۴) نقاش سوئیسی سبک باروک بود. وی اولین نقاش سوئیسی است که با نام در تاریخ شناخته شده است.

## زندگی

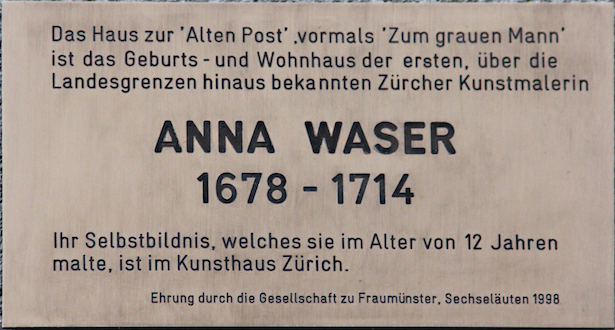
لوح یادبود آنا واسر در زوریخ سوئیس

آنا واسر در سال ۱۶۷۸، پنجمین فرزند متولد شده یک خانواده غنی و محترم در زوریخ سوئیس بود. اگرچه برخی منابع تاریخ تولد وی را ۱۶۷۹ ذکر می‌کنند. واسر شاگرد جوزف وارنر نقاش سرشناس سوئیسی بود.

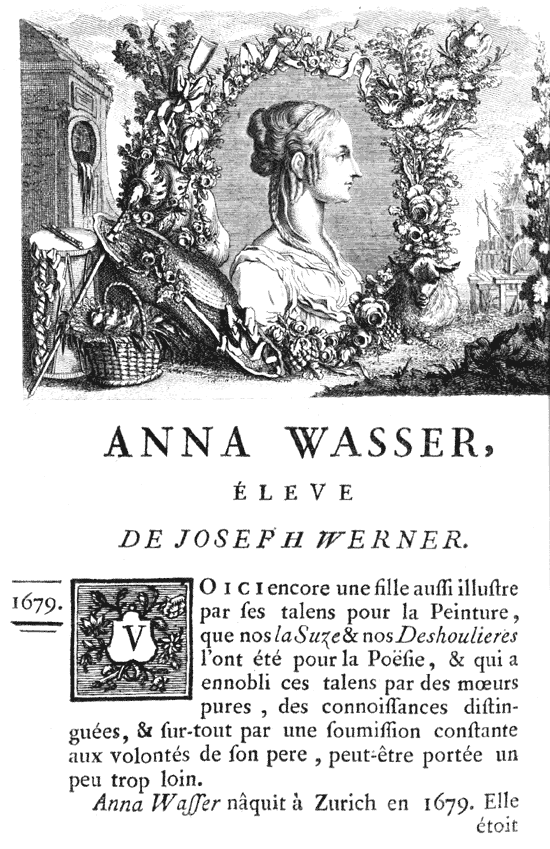
پرتره «واسر» اثر ژان باپتیست در سال ۱۷۶۴

پدر او ضابط دادگستری، یوهان رودولف واسر بود و نقش پررنگی در شکل دادن علاقه او به نقاشی داشت. هنگامی که آنا نتوانست چیز زیادی از اولین معلمش، یوهانس سولزر بیاموزد، در چهارده سالگی به برن رفت تا نزد جوزف وارنر که یکی از نقاشان برجسته سوئیسی بود درس بخواند. چهار سال به عنوان تنها دختر در بین شاگردان پسرش در «کارگاه آموزش نقاشی» او به تحصیل پرداخت. سپس نزد خانواده‌اش به زوریخ بازگشت. در آنجا سفارش‌های زیاد پرتره دریافت کرد و آوازه هنرش به خارج از زوریخ پیچید. در سال ۱۶۹۹ میلادی، واسر که ۲۱ سال دارد، توسط کنت براون‌فلس به عنوان نقاش درباری قلعه براون‌فلس در لان هسن منصوب شد.
به جای یک سفر برنامه ریزی شده به پاریس، از او خواسته شد که به زوریخ برگردد، زیرا مادرش بیمار بود و برادرش ژوهان رودولف که معلم خصوصی در براون‌فلس بود تصمیم گرفت به عنوان کشیش نظامی به هلند سفر کند. از حدود سال ۱۷۰۲، او به مراقبت از والدینش پرداخت و حرفه نقاشی او آسیب دید. در این سال‌ها تنها یک پرتره کشید. اگرچه به همراه دو خواهر دیگرش (آنا و ماریا) به نقاشی پرداخت.
وی در سال ۱۷۱۴ و در سن ۳۵ سالگی بر اثر سقوط از ارتفاع که دلیل آن مشخص نیست درگذشت. خواهران او پس از مرگش، آثار او را جمع‌آوری و برای آکادمی‌های هنر آلمان ارسال کردند. خودنگاره به‌جای مانده از او، از جمله همین آثار است.

## میراث
محفل باسابقه فراومونستر که یک انجمن زنان در زوریخ سوئیس است از آثار او در سال ۱۹۹۸ تجلیل کرد.
به استثنای چند طراحی و مینیاتور که مورد ستایش منتقدان قرار گرفته‌اند، کلیه آثار او از بین رفته‌اند. زندگی‌نامه ذکر شده او نیز از بین رفته است. خودنگاره به‌جای مانده از او احتمالا در سال ۱۶۹۱ و به پیشنهاد اولین استادش، یوهانس سولزر خلق شده است.